# Păstrăv curcubeu
Păstrăvul curcubeu sau păstrăvul american (Oncorhynchus mykiss) este un pește teleostean, răpitor, dulcicol, din familia salmonide (Salmonidae), originar din apele reci curgătoare din partea apuseană a Americii de Nord. În Europa a fost adus în anul 1882 și se crește în păstrăvării. Este mai puțin pretențios în ceea ce privește temperatura și conținutul de oxigen al apei, și din această cauză se poate crește și alături de crap în heleșteie. În România se cultivă în păstrăvăriile din Prejmer, Slănicul-Moldovei etc. și a fost introdus și în unele ape curgătoare Are valoare economică foarte mare. Se reproduce artificial, primăvară.
Are 25–30 cm lungime și 0,4-1,5 kg greutate. Corpul este alungit, ușor comprimat lateral și acoperit cu solzi relativ mici. Capul este alungit, cu botul obtuz și gura largă cu dinți. Înotătoarea caudala este excavată. Are o înotătoare adipoasă. Coloritul corpului este brun verzui, cu puncte negre pe spate, laturile sunt cenușii cu puncte negre, iar abdomenul argintiu. Pe mijlocul corpului prezintă o dungă irizantă, multicoloră, din care cauză i se spune păstrăv curcubeu. Înotătoarele neperechi, cu excepția înotătoarei analei, cu puncte negre.